# Dagon abasina
Dagon abasina är en fjärilsart som beskrevs av Johannes Karl Max Röber 1913. Dagon abasina ingår i släktet Dagon och familjen praktfjärilar. Inga underarter finns listade i Catalogue of Life.